# نظرية الاستثمار في التنافس الحزبي
إن نظرية الاستثمار في التنافس الحزبي (يطلق عليها أحيانًا نظرية الاستثمار في السياسة) هي نظرية السياسة التي وضعها الأستاذ في جامعة ماساتشوستس في بوسطن توماس فيرجسون. وتركز هذه النظرية على مدى لعب نخبة المال والأعمال، وليس الناخبون، دورًا أساسيًا في النظم السياسية. وتقدم النظرية بديلاً لفكرة نظرية تصحيح المسار السياسي ونظرية الناخب الوسطي التقليديتين المرتكزتين على الناخب واللتين انتقدهما فيرجسون وآخرون.

## نظرة عامة
| تعريفات هذه النظرية: - كثيفة العمال: الأعمال أو الاستثمارات حيث تمثل الأجور نسبةً عالية من سعر القيمة المضافة - كثيفة رأس المال: الأعمال أو الاستثمارات حيث يمثل رأس المال نسبة عالية (أو إجمالية) من سعر القيمة المضافة - تصحيح المسار: عندما يتغير الاقتصاد (عادةً من خلال الكساد) ويتم إنشاء نظام اقتصادي جديد، سيؤدي ذلك إلى تغيير في الأحزاب السياسية |

تنص النظرية على أنه، نظرًا لكون تمويل النظم السياسية باهظًا جدًا ومرهقًا بالنسبة للناخبين العاديين، يتم وضع السياسة من خلال تحالفات المستثمرين المتنافسين وليس من خلال الناخب. ووفقًا لهذه النظرية، يتم تأسيس الأحزاب السياسية (والأطروحات التي يروجون لها) في مجملها بهدف تحقيق مصالح تجارية يفصل بينها مصالح العديد من العوامل مثل كثيفة العمال وكثيفة رأس المال والأسواق الحرة والأعمال الحمائية. وفي حالات نادرة تتصرف اتحادات نقابات العمال مثل المستثمرين الكبار، مثلما هو الحال عند إنشاء حزب العمال في بريطانيا، ولكن تخيم الشركات عمومًا في مثل هذه الحالات.
بيد أن هذا يختلف عن نظام النقابوية حيث تتجمع مصالح النخبة وتحتشد لوضع سياسة. ففي نظرية الاستثمار، تعمل الأحزاب السياسية كأذرع سياسية لمجموعات الأعمال تلك ومن ثم فهي لا تحاول عادةً أن تتصالح من أجل السياسة.
في هذا السياق، يقال عمومًا إن الحزب الديمقراطي يفضل الأعمال التجارية الدولية كثيفة رأس المال (إلى جانب اتحادات نقابات العمال)، في حين يفضل الحزب الجمهوري الأعمال التجارية الوطنية المعارضة لاتحادات نقابات العمال وشديدة العمل.

### مستثمرو الاستثمارات كثيفة العمال
لقد شارك المستثمرون في الصناعات كثيفة العمال مشاركةً كبيرةً في تشكيل النظم السياسية الأولى في القرنين الثامن عشر والتاسع عشر. فقد كانت الصناعات مثل صناعة النسيج والمطاط والصلب تفضل الحمائية الاقتصادية مع التعريفات الجمركية المرتفعة والدعم الحكومي. ونظرًا لكون هذه الأعمال مسؤولة أساسًا عن السوق المحلي، فقد عارضت اقتصاد عدم التدخل الذي يفتح الباب أمام المنافسة الأجنبية. ولقد أدى ذلك إلى جانب أشياء أخرى إلى سياسات مثل تعريفة سمووت - هاولي.
هذه الصناعات أيضًا تعارض اتحادات نقابات العمال معارضةً شديدةً، فهذه الاتحادات تزيد من أسعار سلعها. ويقال إن هذا هو المسؤول عن سياسات معاداة نقابات العمال على مدار القرنين الثامن عشر والتاسع عشر حينما كانت تلك الأعمال التجارية تتحكم في الاقتصاد بدرجة كبيرة

### مستثمرو الاستثمارات كثيفة رأس المال
نتيجة الثورة الصناعية ونشأة الأسواق الجديدة في القرن العشرين، أصبح مستثمرو الاستثمارات كثيفة رأس المال هم النظام الاقتصاي الجديد بعد تصحيح المسار الذي حدث بعد الكساد الكبير. ولقد شكلت صناعات مثل صناعة النفط والبنوك والتبغ، (وشركات مثل جنرال إليكتريك)، مع اتحاد نقابة العمال ما يسمى ائتلاف نيو ديل.
لا تعتمد القيمة المضافة في الصناعات كثيفة رأس المال بأي حال من الأحوال على العمال، ومن ثم نجد أن هذه الصناعات منفتحة على اتحاد نقابات العمال، وهذا يفسر بحسب فيرجسون سبب تمرير سياسات لصالح العمال مثل قانون واجنر في ظل ائتلاف نيو ديل. وكان هؤلاء المستثمرون يفضلون أيضًا المنافسة الدولية وخفض التعرفة الجمركية مما أدى إلى اتفاقات التجارة المتبادلة تحت مظلة اتفاقية نيو ديل الثانية.

## مقارنة بين نظريات الانتخاب الأخرى
|                                                  | نظرية تصحيح المسار                                                                                 | نظرية الاستثمار |
| ------------------------------------------------ | -------------------------------------------------------------------------------------------------- | --- |
| التغيرات في القوى السياسية (أو تصحيح المسار)     | يغير الناخبون آراءهم السياسية بحسب أداء الحزب ويصوتون بطريقة مختلفة.                               | تسبب التغيرات الاقتصادية تحولات في السلطة - حيث تكون الأحزاب السياسية خاضعة لـ تبرعات الحملات الانتخابية، التي يأتي أغلبها من المستثمرين الأثرياء والشركات الثرية.                                                         |
| الانتخابات الرئاسية في الولايات المتحدة عام 1932 | أدت شدة الكساد الكبير إلى تفضيل الشعب لـ دولة الرفاهية.                                            | نشأت الصناعات كثيفة رأس المال الجديدة مثل البنوك وشركات النفط نشأة قوية ونظرًا لأنها توظف عددًا أقل من العاملين، فقد كانت قادرة على التعاون مع اتحادات نقابات العمال للمساعدة في تأسيس اتفاقية نيو ديل من جانب الديمقراطيين. |
| الانتخابات الرئاسية في الولايات المتحدة عام 1980 | أصبح الشعب غير راضٍ عن دولة الرفاهية في ظل حالة الركود التضخمي وأصبحوا يفضلون سياسات الأسواق الحرة. | في ظل نشأة حالة الركود التضخمي وزيادة المنافسة العالمية، رأت شركات النفط تعارضًا مع اتحادات نقابات العمال ونقلت تأييدها إلى الجمهوريين.                                                                                     |

## وصلات خارجية
- “Golden Rule: The Investment Theory of Politics”. Documentary by Jonathan Shockley featuring Thomas Ferguson, Noam Chomsky and other thinkers.